# Ariel (colonie israélienne)
Pour les articles homonymes, voir Ariel.

Vue d'Ariel.

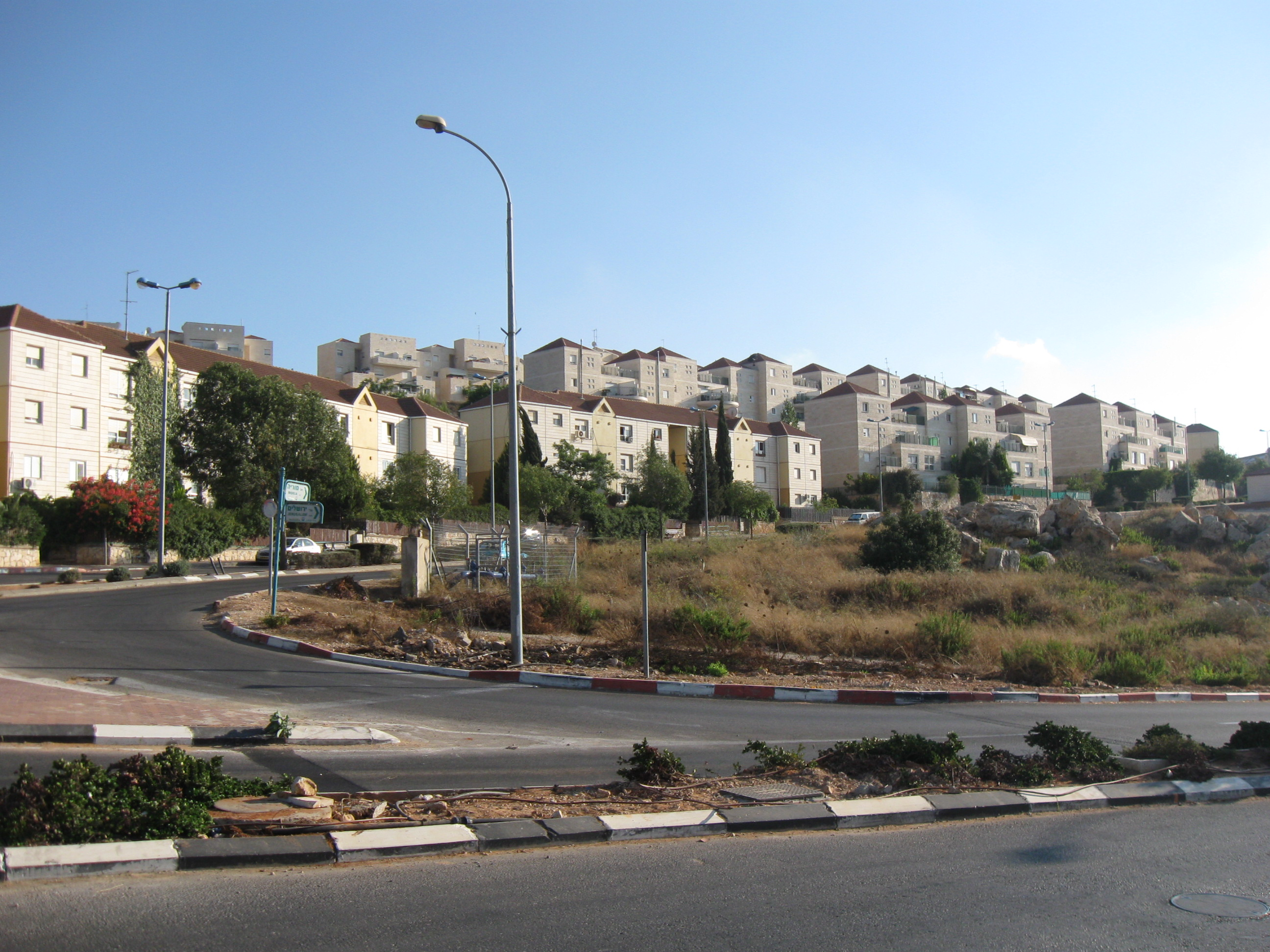
Un quartier d'Ariel.

Ariel (en hébreu : אֲרִיאֵל) est une colonie israélienne, illégale au regard du droit international, située en Cisjordanie, territoire palestinien occupé. Elle se trouve à 3 km au nord de la ville palestinienne de Salfit, à 40 km à l'est de Tel Aviv et 40 km à l'ouest du Jourdain, 60 km au nord-ouest de Jérusalem et environ 17 kilomètres à l'est de la Ligne verte.
La colonie a été fondée en 1978. Sa population en 2022 s'élevait à 20 520 habitants, plus environ 10 000 étudiants. C'est la quatrième plus grande colonie israélienne en Cisjordanie après Modiin Illit, Betar Illit et Ma'aleh Adumim, et la plus grande qui ne se trouve pas près de la Ligne verte. Elle a le statut de ville dans le cadre administratif israélien depuis 1998.  

## Étymologie
« Ariel » (prononcé Ari'el), signifie littéralement « Lion de Dieu ». « Ari » (Lion en hébreu) est également synonyme de bravoure et de courage et il est aussi le symbole de la tribu de Juda. Ariel dans la Bible hébraïque est l'un des noms de Jérusalem et du Temple de Jérusalem (Esaïe 29:1-8). En juillet 2009, le conseil municipal a approuvé la proposition du maire de donner au nom de la ville une nouvelle explication : Ariel devient officiellement nommée d'après l'ancien Premier ministre Ariel Sharon. La décision finale a été prise par le gouvernement israélien.

## Géographie
Ariel est enclavée en Cisjordanie, à environ 17 kilomètres à l'est de la Ligne verte et 34 kilomètres à l'ouest du Jourdain, frontière occidentale de la Jordanie. Ariel est adjacente à la ville palestinienne de Salfit et au sud-ouest de Naplouse. Elle est à environ 30 kilomètres à l'est de Petah Tikva, et 42 kilomètres à l'est de Tel Aviv à laquelle elle est reliée par l'autoroute 5 (en) et à 60 kilomètres au nord-ouest de Jérusalem, à laquelle elle est connectée par l'autoroute 60 (en).
La juridiction d'Ariel s'étend sur 14,677 km2 et est limitrophe des villes et villages palestiniens de Salfit, Marda et Iskaka.
L’administration israélienne considère la ville comme faisant partie du district de Judée et Samarie, non reconnu internationalement.

## Histoire
La colonie est fondée en 1978 par un groupe lié aux industries militaires israéliennes, « des faucons sécuritaires laïcs », selon le New York Times, qui avaient pour objectif de maintenir le Nord de la Cisjordanie « sous contrôle israélien ». Le groupe a fait une demande officielle au gouvernement pour se voir accorder un terrain pour construire une nouvelle communauté et se voient offrir trois options par l'armée, la zone proche de l'« arbre solitaire » qui deviendra plus tard Barkan (en), la région qui deviendra plus tard Kfar Tapuach (en) et une colline près de Kifl Hares qui était connue pour les Arabes locaux sous le nom de Djebel Mawat, la colline de la mort, en raison du terrain inhospitalier.
Le chef de ce groupe, Ron Nachman (en), a choisi l'endroit en raison de son emplacement stratégique sur une route jordanienne possible en cas d'invasion vers le centre principal de population d'Israël : le Gush Dan, métropole de Tel Aviv. Au printemps 1978, quelques-uns des hommes du groupe montent des tentes sur la colline choisie et en août 1978, un total de quarante familles sont venues y vivre.
Les membres initiaux étaient sélectionnés en vue de former un mélange de qualité correcte d'adultes peu qualifiés, ainsi que de jeunes familles préparées psychologiquement à supporter la fondation d'une implantation à partir de zéro, avec peu d'infrastructures et de confort moderne. Il n'y avait pas de routes goudronnées ni de chemins. L'eau était apportée périodiquement par un camion-citerne. L'électricité était fournie par un générateur, car aucun réseau électrique n'existait dans la région. Les tentes ont été progressivement remplacées par des préfabriqués en béton, servant d'habitation, d'écoles et une infirmerie. Le 1er septembre 1978, la première rentrée scolaire a été célébrée.
Lors de l'immigration massive des Juifs de l'Union soviétique commencée en 1989, Ariel, qui comptait 8 000 habitants en 1990, a connu un boom démographique. Les appartements y étaient nombreux et bon marché, donc attrayants pour les immigrants, et quelque 6 000 immigrants soviétiques y ont emménagé, doublant presque sa population.
Des Juifs religieux et laïques résident à Ariel.
En 2005, l'université accueille momentanément des Israéliens ayant dû quitter Gaza après l'évacuation des colonies israéliennes du territoire palestinien, venant principalement de Netzarim.[réf. souhaitée]

## Situation juridique
La communauté internationale dans son ensemble considère Ariel comme toutes les colonies israéliennes de Cisjordanie illégales au regard du droit international,, mais le gouvernement israélien conteste ce point de vue.
Un rapport de Human Rights Watch de 2016 documente la participation d’une banque israélienne dans le financement de la construction d’immeuble et de la franchise américaine RE/MAX pour la commercialisation de ces biens.

## Statut politique
Les différents gouvernements israéliens ont insisté sur le fait qu'Ariel devrait être inclus dans les futures frontières d'Israël dans le cadre de tout futur traité de paix.
Le Ministère israélien de l'Intérieur a donné à la municipalité d'Ariel le statut de conseil municipal en 1998. En janvier 2010, le Premier Ministre Benyamin Netanyahou, accompagné de personnalités de premier plan dans sa coalition gouvernementale, a déclaré Ariel la « capitale de Samarie », et faisant partie intégrante d'Israël. En décembre 2010, 35 membres de la Knesset ont demandé au gouvernement d'annexer Ariel à Israël. 
Des représentants palestiniens se sont opposés à l'incorporation d'Ariel en Israël dans tout accord futur en faisant valoir que l'enclave interromprait l'intégrité territoriale du futur État palestinien et comprend un bassin aquifère important. L'avenir d'Ariel n'est donc pas clair : « aussi bien obstacle à un accord israélo-palestinien, il pourrait également servir de monnaie d'échange cruciale lors de l'accouchement au forceps d'un accord final ».

## Économie
La ville possède plusieurs centres commerciaux et deux zones industrielles (divisées en industrie légère et lourde) ainsi qu'une bibliothèque et une université. En juillet 2008, Israël a approuvé la construction de vingt-sept nouvelles usines, achevées en septembre 2009.

## Controverses au sujet de l'Université d'Ariel
Ariel est le siège de l'Université d'Ariel, fondée en 1982. Son effectif actuel est de 12 000 étudiants, composé d'étudiants Juifs comme Arabes. Le 24 décembre 2012, après de nombreuses batailles juridiques, l'ancien Centre universitaire d'Ariel de Samarie est devenu entièrement accrédité et reconnu comme la huitième université israélienne. Le statut d'université est une question de prestige mais permet aussi un financement gouvernemental accru pour la recherche ainsi que la capacité de délivrer des diplômes de doctorat.
L'Université d'Ariel tente de « légitimer son existence » dans un territoire palestinien considéré comme occupé par la majeure partie de la communauté internationale ; ainsi selon Annette Bamberger, spécialiste de politique éducative, « l’administration utilise les réalisations internationales de son personnel universitaire pour normaliser l’institution et pour apaiser les critiques de sa légitimité provenant de sources nationales et internationales ». 
Financé par l'État, l’Ariel Center for the Performing Arts (en) a ouvert le 8 novembre 2010 avec une représentation de Piaf (en) par la compagnie de théâtre de Beer-Sheva. Ces représentations ont été boycottées par plus de soixante acteurs israéliens, écrivains et metteurs en scène, dont Joshua Sobol (en) qui refusent de jouer dans les colonies. Le Premier ministre Benyamin Netanyahou, le ministre de la Culture Limor Livnat et la chef du parti centriste Kadima, Tzipi Livni, ont condamné le boycott et ont proposé de couper les financements pour ceux qui y ont participé,.
Le boycott a été soutenu par Amos Oz, David Grossman et Avraham Yehoshua mais il a été contesté par Amnon Shamosh qui a suggéré que « le boycott joue le jeu des extrémistes de droite en liant l'art et la politique ». Cent cinquante acteurs américains ont soutenu le boycott. Cependant, cinq acteurs israéliens se sont retirés du boycott, indiquant qu'ils considéraient avoir fait erreur. Deux d'entre eux ont indiqué que le boycott n'était pas le bon chemin à prendre.

## Barrière de séparation
La barrière de séparation israélienne qui sépare Israël et la Cisjordanie était initialement prévue pour s'étendre hors de la frontière israélienne d'Ariel, mais la route a été modifiée en accord avec une décision de la Cour suprême d'Israël. Au lieu de cela, Ariel a sa propre barrière de séparation qui l'entoure sur trois côtés.

## Synagogues
La ville dispose de quatorze synagogues.

## Meurtres
Le 5 février 2018, un rabbin de 29 ans a été poignardé à mort (en) lors d'une attaque terroriste dans une gare routière à l'entrée d'Ariel.
Le 15 novembre 2022, trois Israéliens y sont assassinés par un ouvrier palestinien.

## Jumelage
Ariel est jumelée avec :
- Heredia, Costa Rica[30] ;
- Mobile, États-Unis[30],[31].